# Сара Анджеліна Екленд
Сара Анджеліна («Енджі») Екленд (26 червня 1849 — 2 грудня 1930) — англійська фотографка-аматорка, відома портретами, піонерка кольорової фотографії. Сучасники приписували їй спрощення процесу кольорової фотографії, яке утвердило кольорову фотографію «як процес для мандрівного любителя», завдяки фотографіям, зробленим нею під час двох візитів до Гібралтару в 1903 та 1904 роках.

## Життєпис та фотокар'єра

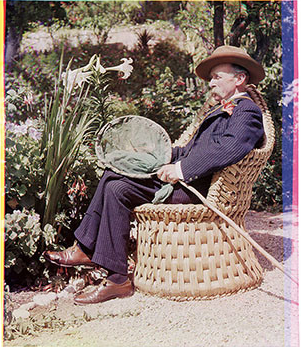
Полковник Віллоубі Вернер, фотографія Екленд, 1903 рік.

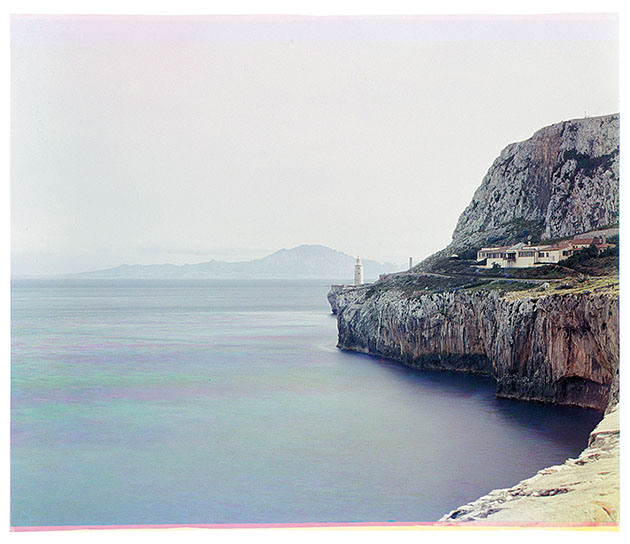
Вид на маяк Europa Point в Гібралтарі та гору Джебель-Муса через протоку, 1903 рік.

Сара Екленд була дочкою сера Генрі Вентворта Екленда (1815—1900), професора медицини Регіуса в Оксфордському університеті, та Сари Екленд (до шлюбу Коттон, 1815—1878), на честь якої була названа лікарня Екленд в Оксфорді. Вона жила з батьками на вулиці Брод-стріт 40–41, в центральній частині Оксфорда.
У дитинстві Сару Екленд сфотографував Льюїс Керролл зі своєю подругою Іною Лідделл, сестрою Аліси Лідделл. У віці 5 років, 20 червня 1855 року, вона та один із її братів подарували кельму Едуарду Сміту, 14-му графу Дербі, канцлеру Оксфордського університету, під час закладки першого каменю для музею Оксфордського університету. Художній критик Джон Раскін навчав Сару мистецтву, вона була знайомою з низкою прерафаелітів. Сара Екленд допомагала Данте Габрієлю Россетті, коли він писав фрески в Оксфордському союзі.
У віці 19 років Екленд познайомилася і зазнала впливу фотографки Джулії Маргарет Кемерон. Екленд знімала портрети та пейзажі. Зробила портретну фотографію прем'єр-міністра Вільяма Гладстона під час його візиту до Оксфорда. Після смерті своєї матері в 1878 році Сара стала домогосподаркою свого батька в сімейному будинку на Брод-стріт до самої його смерті в 1900 році. У 1885 році вона створила притулок таксистів посеред Брод-стріт, який проіснував до 1912 року.
Експериментувати з кольоровою фотографією Екленд почала у 1899 році. Її перша робота була виконана за допомогою кольорових процесів Фредеріка Айвса та Сангер Шеперд, в яких було зроблено три окремі фотографії через червоний, зелений та синій фільтри. У 1903 році Акленд відвідала свого брата адмірала Екленда в його будинку в Гібралтарі. Екленд зробила фотографії мису Європа з видом із Європи на Африку, фотографії флори в резиденції адмірала, «Гори» та письменника й орнітолога, полковника Вільяма Віллоубі Коула Вернера. У 1904 році брала участь у щорічній виставці Королівського фотографічного товариства Великої Британії з 33 триколірними відбитками під спільною назвою Дім Оспрі, Гібралтар.
Пізніше Екленд використовувала процес автохрому братів Люм'єр, запроваджений в 1907 році. У подальшому житті після смерті батька і до самої смерті в 1930 році Сара Екленд жила в Парк Тауні, Північний Оксфорд, роблячи там багато кольорових фотографій. Вона також відвідувала та широко фотографувала на атлантичному острові Мадейра, зупинившись у готелі Reid's на захід від центральної частини Фуншала.
Сара Екленд була обрана членкинею Королівського фотографічного товариства в грудні 1900 року і залишалася нею до своєї смерті. Вона стала членкинею Королівського фотографічного товариства (FRPS) у 1905 р. та Королівського товариства мистецтв (FRSA).
Сара Ексленд не була у шлюбі, і в 1901 році, через рік після смерті батька, вона переїхала в Клівдон-Хаус, нині 10 Парк-Таун, Оксфорд, де і померла в 1930 році. Меморіальна табличка присвячена їй була відкрита на цьому будинку 24 липня 2016 року.

## Спадщина

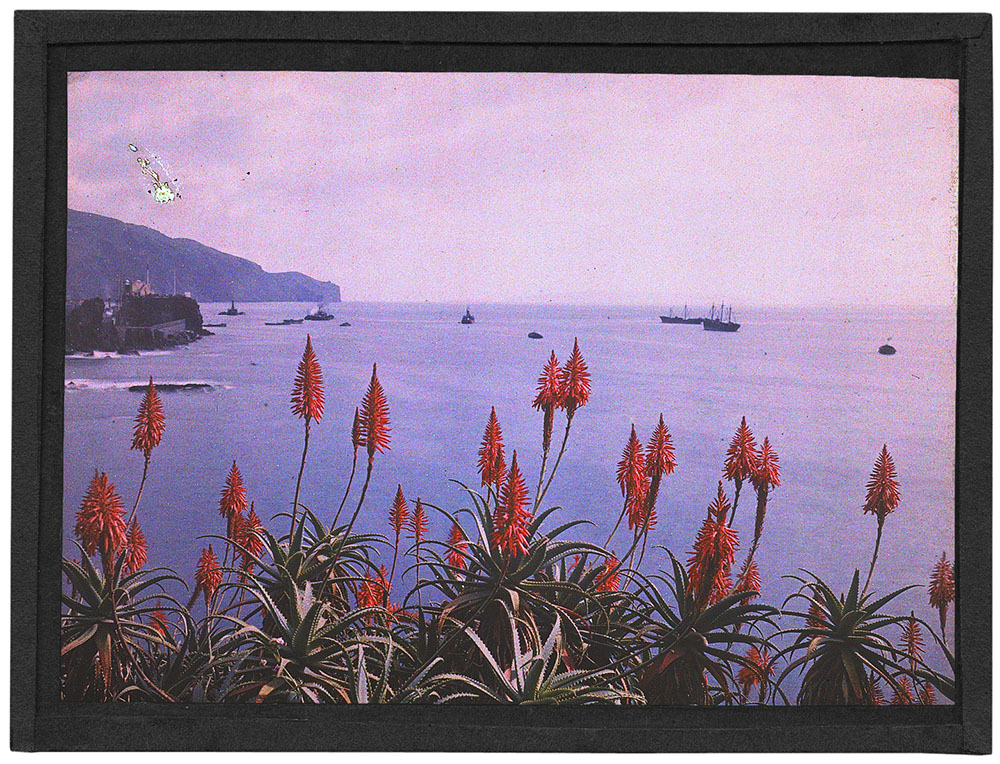
Затока Фуншал, Мадейра, Сара Анджеліна Екленд, близько 1910 року.

Колекція фотографій Екленд зберігається в Музеї історії науки в Оксфорді. Бібліотека Бодліана в Оксфорді має каталоги її фотоальбомів та статей (разом із альбомами її батька Генрі Екленда), датованих кінцем 19 століття.